# Svetlana

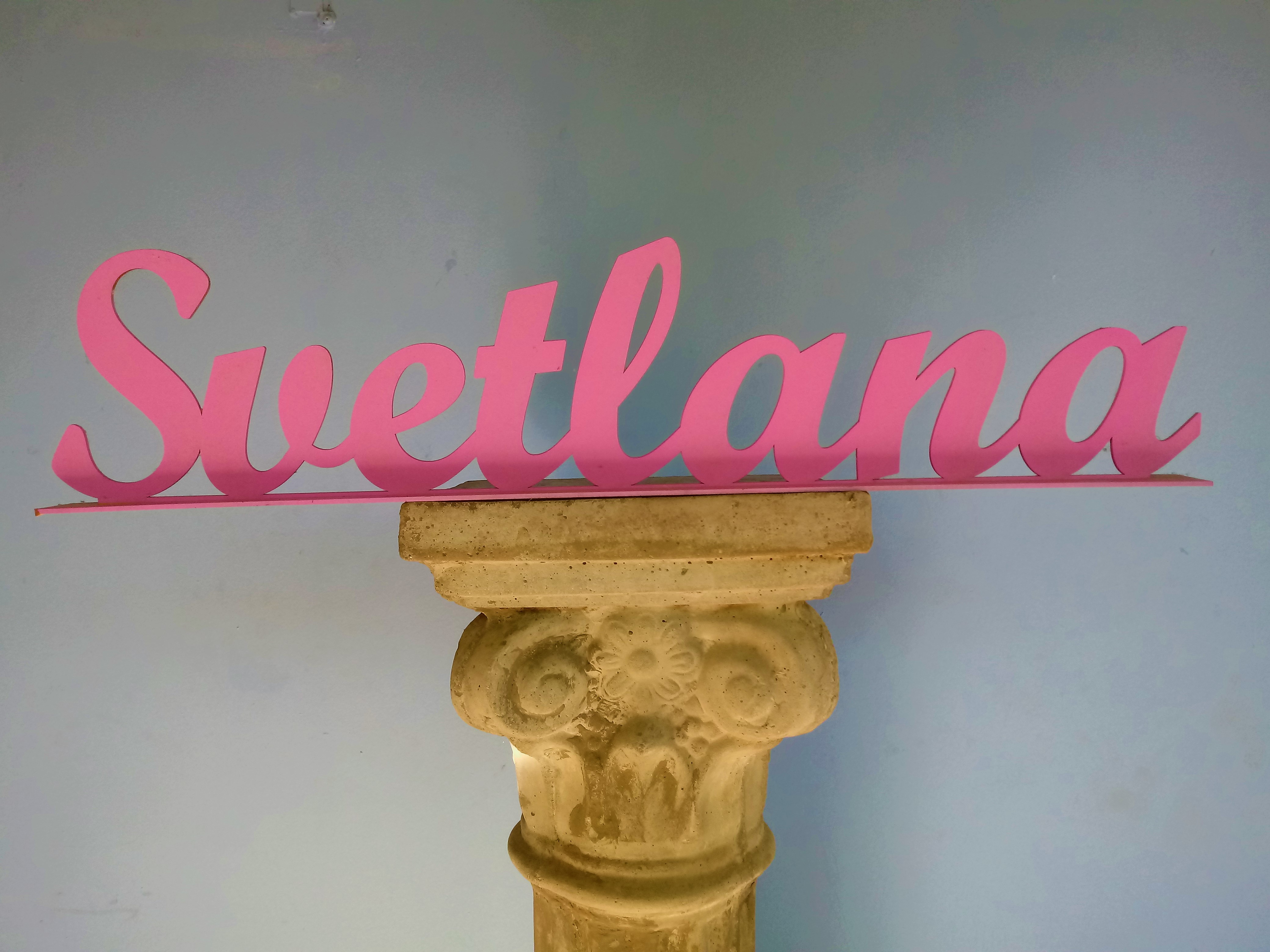
Prénom Svetlana.

Svetlana est un prénom féminin d'origine slave, associé au mot « sviet » (lumière, clarté), et qui signifie « claire, lumineuse », ou peut-être originellement « qui a la peau blanche », ou « les cheveux clairs ».
Svetlana est fêtée par les Chrétiens orthodoxes slave le même jour que la Samaritaine qui apparaît dans l'Évangile selon Jean (4), vénérée sous le nom de Photine.

## Personnalités

### Sportives
Athlètes
- Svetlana Cherkasova (1978), athlète russe ;
- Svetlana Feofanova (1980), athlète russe ;
- Svetlana Goncharenko (1971), athlète russe ;
- Svetlana Klyuka (1978), athlète russe ;
- Svetlana Krachevskaya (1944), athlète soviétique ;
- Svetlana Krivelyova (1969), athlète russe ;
- Svetlana Lapina (1978), athlète russe ;
- Svetlana Masterkova (1968), athlète russe ;
- Svetlana Pospelova (1979), athlète russe ;
- Svetlana Radzivil (1987), athlète ouzbèke ;
- Svetlana Shkolina (1986), athlète russe ;

Biathlètes
- Svetlana Chernousova (1970), biathlète russe ;
- Svetlana Ishmouratova (1972), biathlète russe ;
- Svetlana Paramygina (1965), biathlète biélorusse ;
- Svetlana Petcherskaia (1968), biathlète russe ;
- Svetlana Sleptsova (1986), biathlète russe ;

Cyclistes
- Svetlana Boubnenkova (1973), coureuse cycliste russe ;
- Svetlana Grankovskaya (1976), coureuse cycliste russe ;

Escrimeuses
- Svetlana Boïko (1972), escrimeuse russe ;
- Svetlana Kormilitsyna (1984), escrimeuse russe ;

Gymnastes
- Svetlana Boginskaia (1973), gymnaste biélorusse ;
- Svetlana Khorkina (1979), gymnaste russe ;

Joueuses de tennis
- Svetlana Cherneva (1962), joueuse de tennis soviétique ;
- Svetlana Kuznetsova (1985), joueuse de tennis russe ;

Patineuses
- Svetlana Vysokova (1972), patineuse de vitesse russe ;
- Svetlana Zhurova (1972), patineuse russe.

Autres
- Svetlana Abrossimova (1980), joueuse de basketball russe ;
- Svetlana Dašić-Kitić (1960), handballeuse yougoslave ;
- Svetlana Gladishiva (1971), skieuse russe ;
- Svetlana Kapanina (1968), aviatrice kazakhe russe ;
- Svetlana Klyuchnikova (1984), joueuse kazakhe de rugby ;
- Svetlana Vassilevskaïa (1971), joueuse de volley-ball.

### Artistes
Chanteuses
- Svetlana Loboda (1982), chanteuse ukrainienne ;
- Svetlana Ražnatović (1973), chanteuse serbe ;
- Svetlana, chanteuse française d'origine russe.

Danseuses
- Svetlana Lounkina (1979), danseuse russe ;
- Svetlana Zakharova (1979), danseuse russe.

Réalisatrices
- Svetlana Baskova (1965), réalisatrice russe ;
- Svetlana Proskurina (1948), réalisatrice russe ;

Femme de lettres
- Svetlana Alexievitch (1948), écrivain et journaliste biélorusse.

### Divers
- Svetlana Allilouïeva (1926-2011), fille de Staline ;
- Svetlana Savitskaya (1948), cosmonaute soviétique.
- Svetlana, une classe de croiseurs légers construits pour la Marine impériale russe dans les années 1910.